# Ergía
En la mitología clásica Ergía (griego antiguo: Ἀεργία, Aergía), era simplemente la personificación de la «Pereza». En realidad ἀεργία es una traducción griega de dos palabras latinas: Socordia(«inactividad, inercia, indolencia, negligencia») e Ignavia («pereza, desidia, flojedaz de ánimo»). Solo es mencionada en dos fuentes tardías: 

Así Higino da su versión, remontando su abolengo como una fuerza primordial: 
«De Éter (Aether) y de Tierra (Terra): Dolor (Dolor), Engaño (Dolus), Ira (Ira), Aflicción (Luctus), Mentira (Mendacium), Juramento (Jusjurandum), Venganza (Ultio), Intemperancia (Intemperantia), Disputa (Altercatio), Olvido (Oblivio), Indolencia (Socordia), Temor (Timor), Soberbia (Superbia), Incesto (Incestum), Combate (Pugna)». 
Y Estacio, en cambio, la hace habitar en lo profundo de una caverna, en los confines de la tierra. 
«Más allá de las cámaras envueltas en nubes de la penumbra occidental y del otro reino de Etiopía hay un bosque inmóvil, impenetrable por cualquier estrella; debajo de él en los huecos recovecos de una cueva profunda y rocosa están establecidos los salones del perezoso Sueño (Somnus) y su morada imperturbable. El umbral está custodiado por la sombría Quietud (Quies) y el embotado Olvido (Oblivio) y la tórpida Pereza (Ignavia) con semblante siempre somnoliento. La Tranquilidad (Otia) y el Silencio (Silentia) con las alas plegadas, se sientan mudos en el atrio». 
Como abstracciones personificadas se puede suponer que la contrapartida natural de la Pereza es el Empeño (Ὁρμή, Hormé), aunque no posean un mito que lo refleje. 
Según J.F.M. Nöel, Ergía fue transformada en tortuga por permitir los elogios que le propinó Hefesto (sin duda haciendo alusión a la ninfa perezosa por excelencia, Quelona). Se le representaba con rostro somnoliento, una capa de telarañas y junto a ruecas rotas, símbolo de su aversión por el trabajo. 